# Montgreenan

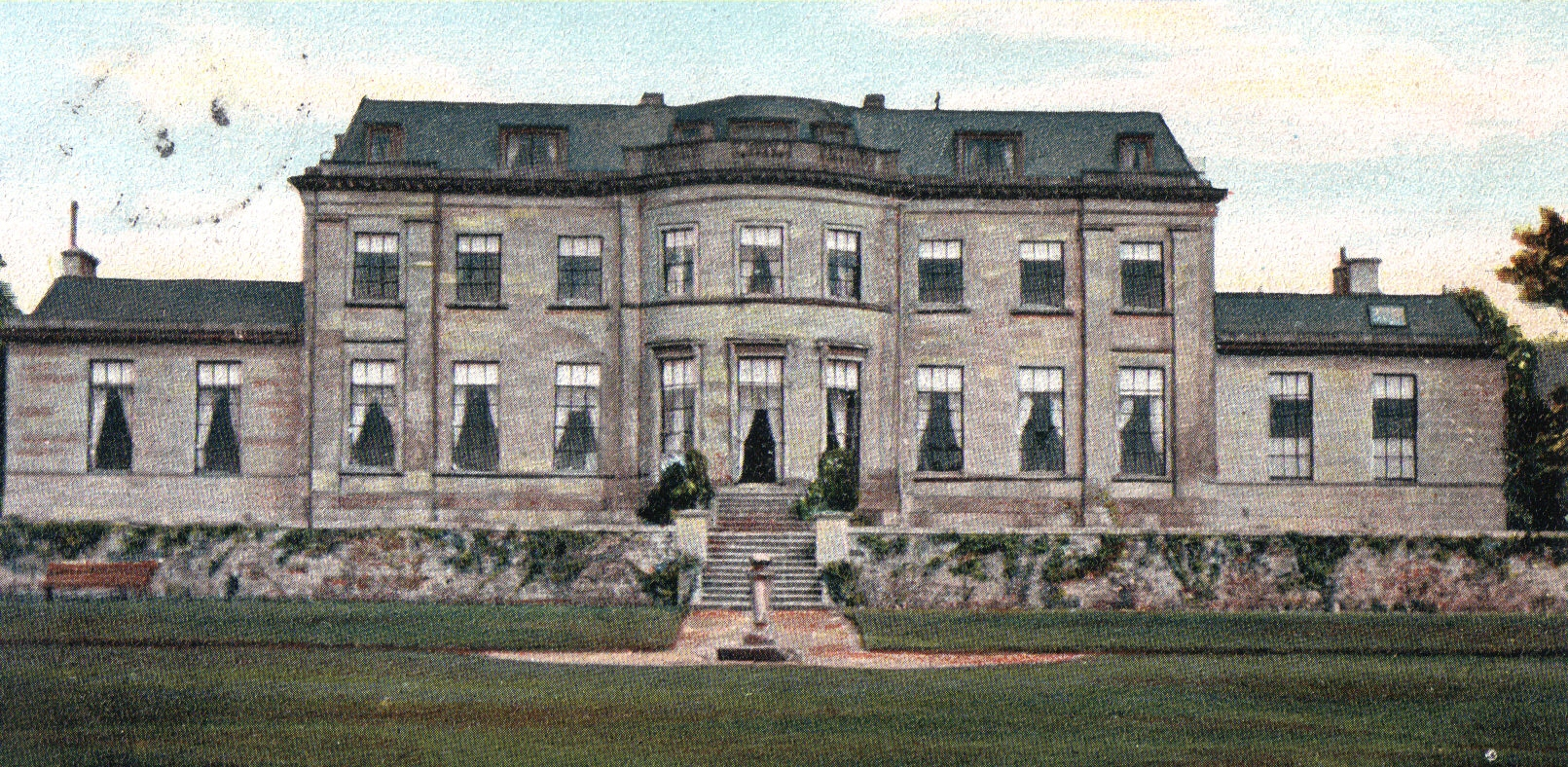
Rückseite von Montgreenan

Montgreenan ist ein Herrenhaus nahe der schottischen Stadt Kilwinning in der Council Area North Ayrshire. 1971 wurde das Bauwerk in die schottischen Denkmallisten in der höchsten Denkmalkategorie A aufgenommen. Es wurde zwischen 1810 und 1820 für Robert Glasgow errichtet. 2012 wurde das Gebäude in das schottische Register gefährdeter denkmalgeschützter Bauwerke aufgenommen. Sein Zustand wurde jedoch als gut bei geringer Gefährdung beschrieben.

## Beschreibung
Das Herrenhaus ist umgeben von weitläufigen Ländereien mit verschiedenen Außengebäuden. Es liegt isoliert rund drei Kilometer nordöstlich von Kilwinning unweit des Garnock. Die nordostexponierte Frontseite des zweistöckigen Gebäudes ist symmetrisch aufgebaut. Der zentrale Eingangsbereich tritt leicht hervor und ist über eine Vortreppe zugänglich. Er ist mit Portikus mit vier dorischen Säulen gestaltet. Darauf befindet sich ein Balkon mit umlaufender Balustrade. Auf beiden Seiten des Hauptgebäudes gehen einstöckige, zwei Achsen weite Anbauten ab, die wahrscheinlich später hinzugefügt wurden.